# 姜燦
姜燦（강찬、かん さん）は、朝鮮時代の官吏である。

## 経歴
1589年（宣祖22年）、正言、持平、1591年、礼曹正郎・正言を過ごし壬辰の乱が起こると咸鏡道召募使・端川郡守・同副承旨・右副承旨・左副承旨・右承旨・黄海監司・慶尚左道観察使・黄海兵使・兵曹参議などの官職を務め、活躍し親喪にあったが、急に起復させて官職に出てくるようにした。1598年（宣祖31年）、江界府使・海州牧使・兵曹参知・左承旨・兵曹参議・吏曹参議などを経て、1602年、驪州牧使に制守されたが身柄を理由に辞職した。また、金長生と交遊した。

## 参考
- http://history.yj21.net/Theme/Save_View.asp?BC_ID=b1471